# Nulonderwerp-taal
Een nulonderwerp-taal (Eng. null subject language) is een taal waarvan de grammatica het mogelijk maakt dat het expliciete onderwerp ontbreekt in de hoofdzin (in bijzinnen kan het onderwerp veel vaker worden weggelaten). 

## Kenmerken
Binnen het kader van de syntactische Regeer-en-Bindtheorie heeft de term "nulonderwerp" betrekking op een lege categorie, die zich voor het overige als een gewoon voornaamwoord gedraagt. 
Omdat het onderwerp in het algemeen het zinsdeel is dat het vaakst kan worden weggelaten, zijn
nulonderwerp-talen de meest voorkomende vorm van pro-droptalen. Tot deze laatste groep behoren alle talen die verwijzende voornaamwoorden in het algemeen kunnen weglaten, dus niet alleen die met de functie van onderwerp maar ook de met de functie van lijdend voorwerp, meewerkend voorwerp. enz.
Bij nulonderwerp-talen zit alle relevante informatie met betrekking tot het onderwerp - te denken valt aan zaken als persoon, getal en geslacht - "ingebakken" in de werkwoordsvorm.

## Soorten nulonderwerp-talen
"Nulonderwerpen" komen zowel voor in synthetische als in analytische talen. Net als het Latijn kennen ook de meeste Romaanse talen nulonderwerpen. Het verschijnsel nulonderwerp dient echter goed te worden onderscheiden van andere zaken zoals polysynthetisme en incorporatie. Het gaat hier niet om grammaticale markeerders in de vorm van  gebonden morfemen die informatie met betrekking tot allerlei andere argumenten in de zin verschaffen (zoals bij polysynthetisme), noch om argumenten die als zodanig in de werkwoordsvorm zijn geïncorporeerd (zoals bij incorporatie). Bij talen met nulonderwerpen valt uitsluitend uit de overige context - dit kan bijvoorbeeld de vorm van het werkwoord zijn - op te maken wat het impliciete onderwerp is (iets anders geformuleerd: het gezegde alleen vormt de hele zinskern).
Van de ca. 6700 talen zijn er vrij veel die nulonderwerpen kennen, uit alle mogelijke taalfamilies. Enkele voorbeelden zijn het Arabisch, het Baskisch, alle Chinese talen, de Slavische talen, de meeste Romaanse talen behalve het Frans, het Hindi en het Tamil. In feite zijn nulonderwerpen in alle talen van de wereld gewoner dan expliciete onderwerpen.

## Voorbeelden
Het volgende voorbeeld is uit het Italiaans, waar de werkwoordsvorm vuole uitsluitend bij de derde persoon hoort:
- Mia sorella non vuole mangiare ": Mijn zus wil niet eten."

Non vuole mangiare, lett.: "Wil niet eten." (Impliciet: Zij wil niet eten).
In het Nederlands komen nulonderwerpen alleen voor bij vormen van de imperatief en in zeer informele zinnen met ik als impliciet onderwerp: "Ben effe een blokje om", enz. 